# 湯川玲菜 (女優)
湯川 玲菜（ゆかわ れいな、2001年1月29日 - ）は、日本の女優、歌手、タレントで、劇団4ドル50セントの元劇団員である。鹿児島県出身。

## 略歴
2001年1月29日、鹿児島県で生まれる。幼少期にＥテレの『にほんごであそぼ』を観てテレビに出たいと思うようになる。小学6年生のころからダンスを習い始める。「TGA（東京ガールズオーディション）」のモデルオーディションを受けるも四次審査で落選。その後、劇団4ドル50セントのオーディションを紹介される。
2017年、応募者約5,000人のオーディションに合格し、劇団4ドル50セントに入団。旗揚げ本公演のメインキャストオーディションではメインキャストには選ばれなかった。週末定期公演ではベストナイン公演のメンバーにイモコ役で選ばれる。第2回本公演『ピエロになりたい』では仲美海とダブルキャストで主演に選ばれる。
スマホドラマ劇場版『あなたがいなくて僕たちは』主演に選ばれる。
2021年3月31日をもって劇団4ドル50セントを卒業。

## 人物
愛称は、わんこ。劇団4ドル50セント結成当時、同じ玲菜という名前の劇団員がいたので最初は「ゆかわんこ」と呼ばれていたがその後「わんこ」となった。その他、劇団内では「レイ」「ゆかわん」「わんちゃん」等とも呼ばれている。

## 出演

### 舞台
- プレ公演『The Making of $4.50 夢を見たけりゃ、目を開けろ。』（2017年11月3日 - 5日、スパイラルホール） - 本人 役[8]
- 旗揚げ本公演『新しき国』（2018年2月8日 - 12日、紀伊國屋ホール） - ポチ 役[9]
- 週末定期公演Vol.1『夜明けのスプリット』（2018年6月30日 - 8月3日、KeyStudio） - メガネ 役[10]
- 週末定期公演Vol.2『夜明けのスプリット』（2018年8月11日 - 9月14日、KeyStudio） - イモコ 役[11]
- 第2回本公演『ピエロになりたい』（2018年11月22日 - 12月2日、オルタナティブシアター） - 主演・ポーカー 役（Wキャスト）[12]
- スマホドラマ劇場版『あなたがいなくて僕たちは』（2019年7月3日 - 7日、原宿駅前ステージ） - 主演・本人 役[13]
- オムニバス公演『カラフルボックス』Bキャスト（2019年10月29日 - 11月4日、劇場HOPE-ポケットスクエア） - 楓 / ひなた 役[14]
- 劇団4ドル50セント×柿喰う客 コラボ公演『アセリ教育』（2020年1月31日 - 2月9日、DDD青山クロスシアター） - 生徒 役[15]
- 泊まれる演劇 In Your Room『ANOTHER DOOR -ホーリーシーズン-』（2020年12月15日 - 25日） - 紙谷むちか 役[16]
- 二兎社特別企画 ドラマリーディング３『振り返る人たち』（2021年3月27日 - 28日、東京芸術劇場シアターイースト）

### 映画
- PRINCE OF LEGEND（2019年3月21日、「PRINCE OF LEGEND」製作委員会） - 女子高生 役
- ショコラの魔法（2021年6月18日、映画「ショコラの魔法」製作委員会） - 豊田里穂 役[17]
- スタートライン（2021年11月19日、田辺・弁慶映画祭2021-15th、藤井謙監督） - 佐藤花鈴 役

### テレビ

#### ドラマ
- 刑事ゆがみ 第7話（2017年11月23日、フジテレビ） - エキストラ 役[18]
- 七夕さよなら、またいつか（2018年7月7日・14日、日本テレビ） - 長濱ねるの妹 役[19]
- 星屑リベンジャーズ（2018年7月31日 - 9月25日、 AbemaTV・名古屋テレビ） - 遠藤愛 役[20]
- PRINCE OF LEGEND（2018年10月4日 - 12月16日、日本テレビ） - 女子高生 役[21]
- ザンビ（2019年1月24日 - 3月28日、日本テレビ） - 上杉砂羽 役[22]
- 頭に来てもアホとは戦うな! 第3話（2019年5月7日、日本テレビ） - カフェの店員 役
- 長閑の窓（2019年6月2日 - 23日 、NHK BSプレミアム） - レギュラー出演[23]
- 恋する母たち 第1話（2020年10月23日、TBS） - 水島咲 役（写真）

#### CM
- 3Dクレーンゲーム「神の手」（2018年7月9日 - ）[24]
- 専門学校HAL「Power of Voice」篇（2020年4月1日 - ）[25]
- 明星食品「麺神」（2020年10月7日 - ）[26]

#### バラエティ
- NEWS ZERO（2018年2月2日、日本テレビ） - 劇団4ドル50セントとして出演[27]
- ユニバーサル・スタジオ・ジャパンでTKO（2018年10月、J:COMチャンネル）[28]
- しくじり先生 俺みたいになるな!! 2時間SP（2018年12月14日、テレビ朝日）[29]
- 伯山カレンの反省だ!! （2019年4月28日、テレビ朝日）

#### 音楽
- 2018 FNSうたの夏まつり（2018年7月25日、フジテレビ系） - 劇団4ドル50セントとして出演[30]
- 2018 FNS歌謡祭 第2夜（2018年12月12日、フジテレビ系） - 劇団4ドル50セントとして出演[31]
- PLAY LIST（2018年10月23日、TBS） - 劇団4ドル50セントとして出演[32]
- Love music（2018年11月18日、フジテレビ系） - VTR出演[33]

### ラジオ
- Skyrocket Company（2018年9月26日、TOKYO-FM） [34]
- 小説家になろうPresents ラジオドラマやってまーす！（2019年7月29日、MBSラジオ）[35]
- JAPAN MOVE UP!（2019年10月19日、TOKYO-FM）[36]

### イベント
- Rakuten GirlsAward 2017 AUTUMN/WINTER オープニングアクト（2017年9月16日） - 劇団4ドル50セントとして出演[37]
- JA全農×SWEETS PARADISE お米パフェパラダイス 記者発表会（2017年10月24日） - 劇団4ドル50セントとして出演[38]
- LAGUNA MUSIC FES.2018 新春スペシャル（2018年1月4日） - 劇団4ドル50セントとして出演[39]
- 劇団4ドル50セント 定期イベントvol.1（2019年8月8日、ユナイテッド・シネマ豊洲 スクリーン3）[40]
- トークライブ「月刊加賀SEASON2」（2019年8月29日） - ゲスト出演[41]
- 劇団4ドル50セント 定期イベントvol.2（2019年8月22日、ユナイテッド・シネマ豊洲 スクリーン3） [42]
- 劇団4ドル50セント 定期イベントvol.5『ジャッキー、映画作ったってよ』（2019年10月10日、ユナイテッド・シネマ豊洲 スクリーン3） [43]
- 劇団4ドル50セント 定期イベントvol.7『オムニバス公演 後夜祭』（2019年11月7日、ユナイテッド・シネマ豊洲 スクリーン3）[44]
- 劇団4ドル50セント 定期イベントvol.11『ヒマジンノジカン』（2019年1月16日、ユナイテッド・シネマ豊洲 スクリーン3）[45]

### WEB CM
- クリームシチューのライバル宣言 ～お鍋に、負けたくない。～（2019年、ハウス食品） - キャンペーンのWEBCMにクリームシチュー役として出演[46]
- 金属加工のWeb見積りプラットフォーム『Mitsuri』（2020年、Mitsuri） - Mitsuriちゃんとして出演[47][48]

### MV
- Mrs. GREEN APPLE「春愁」（2019年）[49]
- ナオト・インティライミ「Start To Rain」（2019年）[50]

### PV
- YKK AP　CREATORS WORKS「ふたりの窓」（2021年） - ハル 役

### 広告
- 「劇団4ドル50セント」✕「タイムバンク」コラボキャンペーンデジタルサイネージ（2018年11月19日 - 25日、タイムバンク）[51]

### 雑誌
- smart 2017年11月号（2017年9月23日、宝島社）[52]
- SPA! 2017年10月17号（2017年、扶桑社）[53]
- BOMB 2018年2月号（2018年、学研プラス）[54]
- Platinum FLASH vol.3（2018年2月2日、光文社）[55]
- FLASHスペシャル グラビアBEST 2019新年号（2018年12月26日、光文社）[56]

### WEB記事
- WEBザテレビジョン（2019年、KADOKAWA） - インタビュー記事が掲載[57]